# Kotoki Zayasu
Kotoki Zayasu (座安 琴希, Zayasu Kotoki) est une joueuse de volley-ball japonaise née le 11 janvier 1990 à Ginowan. Elle mesure 1,59 m et joue au poste de libero. Elle totalise 97 sélections en équipe du Japon.

## Clubs
| Club                         | De        | À         |
| ---------------------------- | --------- | --------- |
| Chubu Commercial High School |           | 2007-2008 |
| Hisamitsu Springs            | 2008-2009 | 2015-2016 |
| Racing Club de Cannes        | 2016-2017 | 2016-2017 |
| Hisamitsu Springs            | 2017-2018 | …         |

## Palmarès
- V Première Ligue
  - Vainqueur : 2013, 2014, 2016, 2018, 2019.
  - Finaliste : 2009, 2012, 2015.
- Tournoi de Kurowashiki
  - Vainqueur : 2013.
  - Finaliste : 2009.
- Coupe de l'impératrice
  - Vainqueur : 2009, 2012, 2013, 2014, 2015.
- Championnat AVC des clubs
  - Finaliste : 2015.
- Supercoupe de France
  - Finaliste : 2016.